# Die Musketiere
Die Musketiere (Originaltitel The Musketeers) ist eine britische Fernsehserie von BBC One und BBC America, die auf dem Roman Die drei Musketiere von Alexandre Dumas basiert und ab 2013 für die Sender produziert wurde. In den Hauptrollen sind Tom Burke, Howard Charles, Luke Pasqualino, Santiago Cabrera und Peter Capaldi zu sehen. Erzählt wird die Geschichte der Musketiere, Athos, Porthos, Aramis und D’Artagnan, die in Paris für Gerechtigkeit kämpfen.
Die Erstausstrahlung erfolgte am 19. Januar 2014 auf BBC One und BBC One HD.
Bereits nach Ausstrahlung der vierten Folge hat BBC eine zweite Staffel in Auftrag gegeben.
Die dritte und letzte Staffel wurde in Deutschland am 27. November 2016 auf Netflix veröffentlicht.

## Handlung
Im Jahr 1630 kämpfen D'Artagnan, Athos, Aramis und Porthos in Paris für Gerechtigkeit gegen das Böse und den Kardinal Armand Richelieu. Darüber hinaus müssen sie ihr Privatleben, ihre Probleme und ihre Vergangenheit unter einen Hut bringen. Nach dem Tod von Kardinal Richelieu übernimmt der Comte de Rochefort die Rolle des Antagonisten in der zweiten Staffel. In der dritten Staffel ist Lucien Grimaud der Gegenspieler der Musketiere. Diese spielt einige Jahre nach den Ereignissen der zweiten Staffel und beginnt in der ersten Folge mit dem Krieg Frankreichs gegen Spanien auf dem Schlachtfeld. Erst danach kehren die Vier wieder nach Paris zurück.

## Veröffentlichung und deutsche Fassung
| Figur                             | Darsteller        | Deutscher Sprecher |
| --------------------------------- | ----------------- | ------------------ |
| Athos                             | Tom Burke         | Martin Kautz       |
| Porthos                           | Howard Charles    | Tommy Morgenstern  |
| Aramis                            | Santiago Cabrera  | Jacob Weigert      |
| D’Artagnan                        | Luke Pasqualino   | Marios Gavrilis    |
| Kardinal Armand Richelieu (St. 1) | Peter Capaldi     | Bernd Vollbrecht   |
| Königin Anne                      | Alexandra Dowling | Kathrin Neusser    |
| König Ludwig XIII.                | Ryan Gage         | Tobias Nath        |
| Constance Bonacieux               | Tamla Kari        | Maria Koschny      |
| Milady de Winter (St. 3 nur Gast) | Maimie McCoy      | Bianca Krahl       |
| Captain Treville                  | Hugo Speer        | Michael Iwannek    |
| Rochefort (St. 2)                 | Marc Warren       | Boris Tessmann     |
| Lucien Grimaud (St. 3)            | Matthew McNulty   | Thomas Nero Wolff  |
| Governor Feron (St. 3)            | Rupert Everett    | Tom Vogt           |
| Nebenfiguren                      |                   |                    |
| Bonacieux (St. 1–2)               | Bo Poraj          | Jan Kurbjuweit     |
| Sylvie (St. 3)                    | Thalissa Teixeira |                    |
| Captain Marcheaux (St. 3)         | Matt Stokoe       |                    |

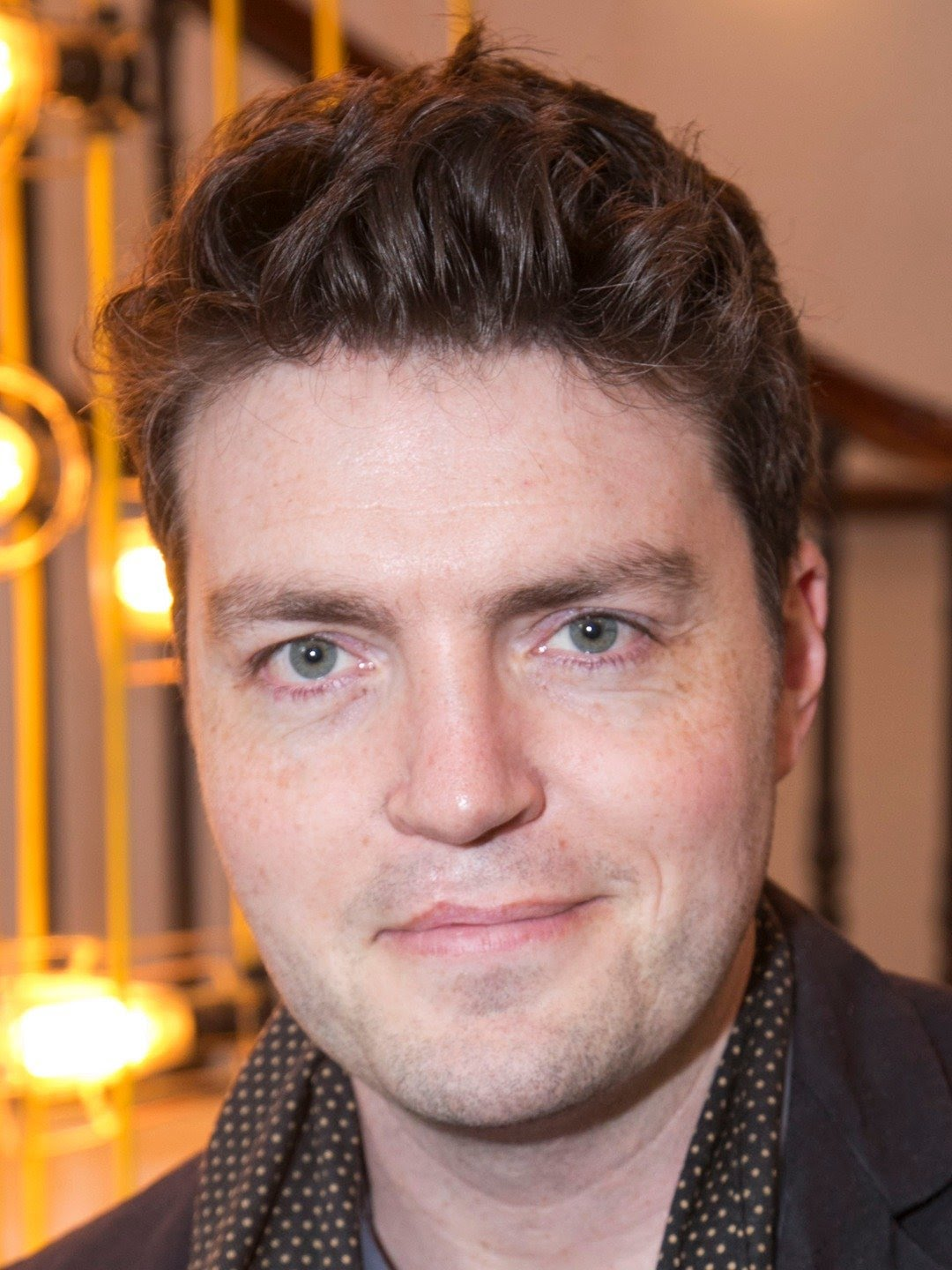
Athos-Darsteller Tom Burke
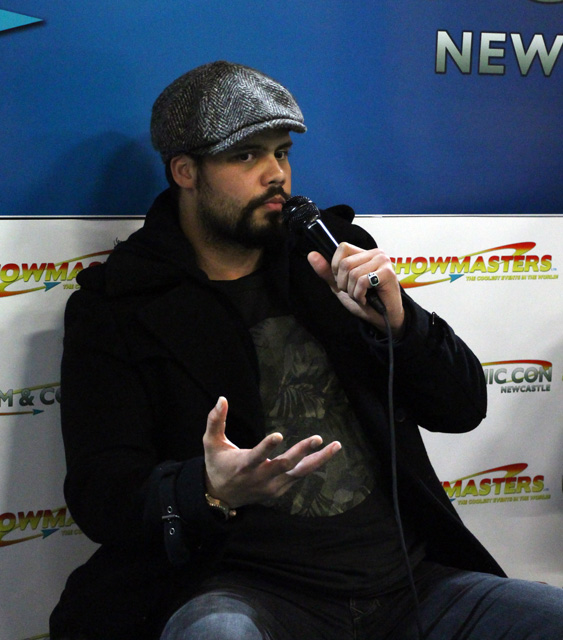
Porthos-Darsteller Howard Charles
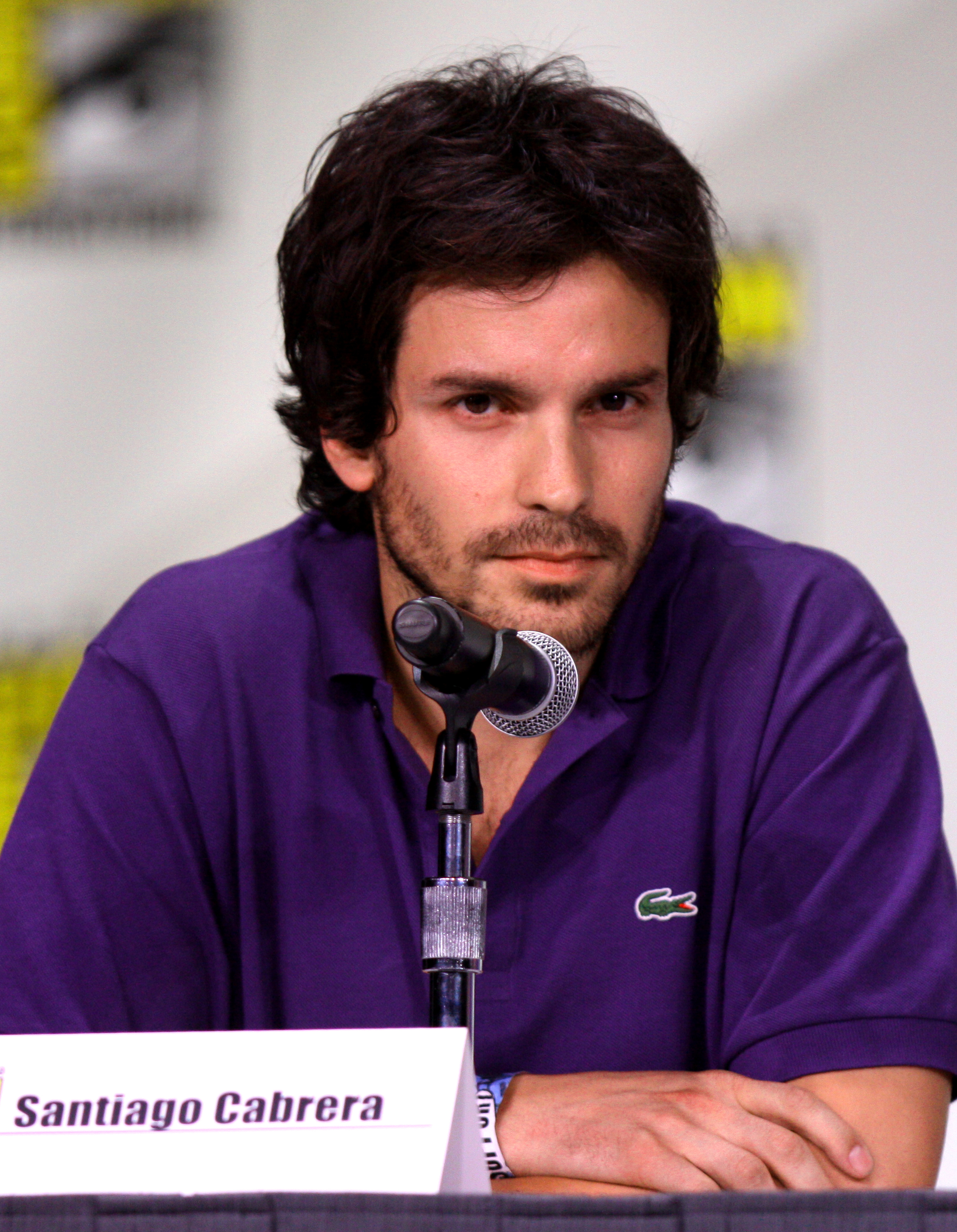
Aramis-Darsteller Santiago Cabrera
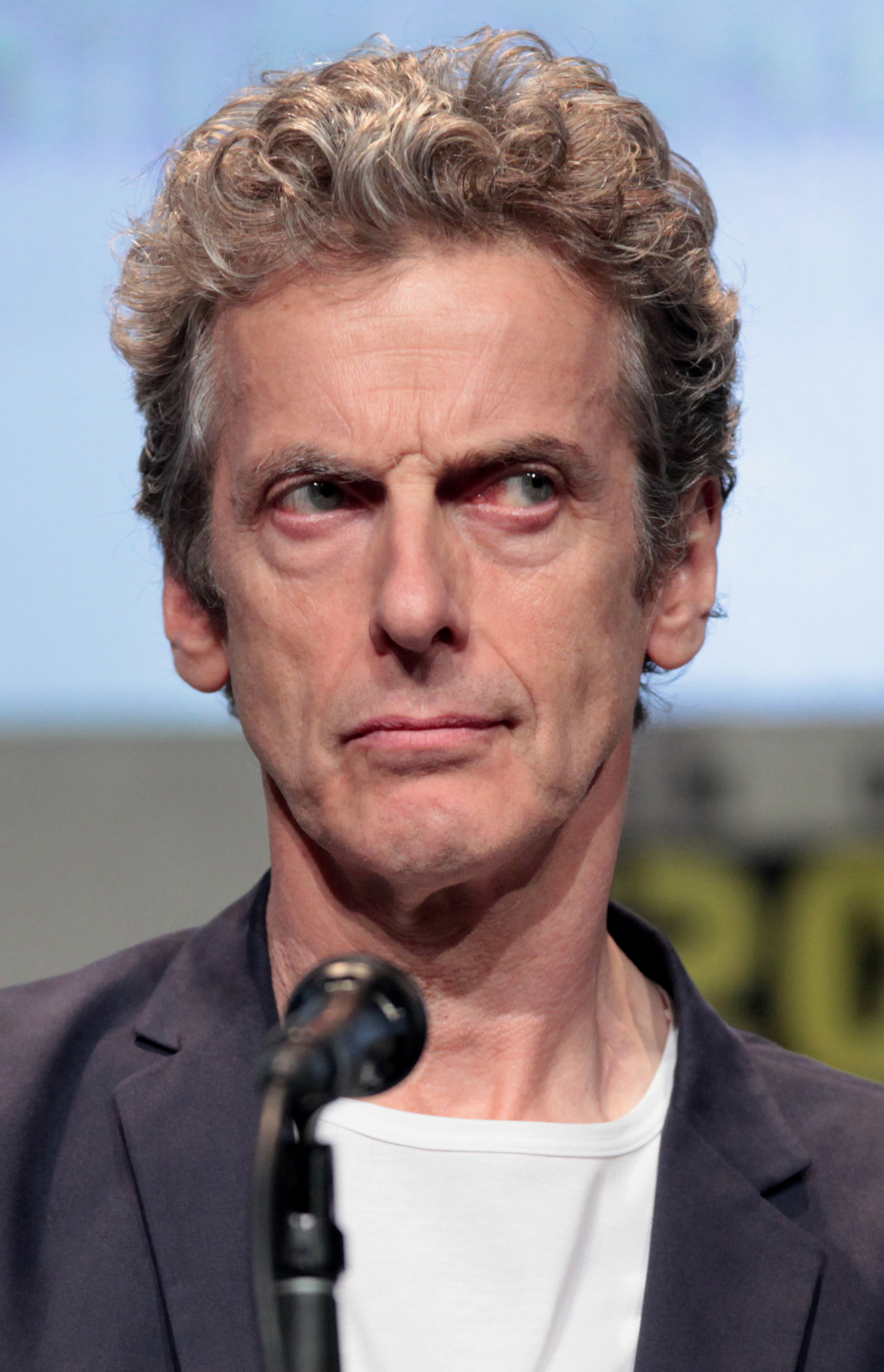
Richelieu-Darsteller Peter Capaldi

Die Serienpremiere fand am 19. Januar 2014 auf dem britischen Fernsehsender BBC One statt. Die Erstausstrahlung wurde von 9,28 Millionen Briten gesehen, dies bedeutet den besten Serienstart seit Call the Midwife – Ruf des Lebens.
Die deutschen Ausstrahlungsrechte an der Serie hat sich die ARD gesichert und strahlte sie vom 21. bis zum 26. Dezember 2014 in Doppelfolgen aus. Die zweite Staffel wurde am 31. März 2016 beim VoD-Anbieter Netflix veröffentlicht. Die Serie wurde bei der Taunusfilm vertont. Horst Geisler schrieb die Dialogbücher und führte die Dialogregie.

## Episodenliste

### Staffel 1
| Nr. (ges.) | Nr. (St.) | Deutscher Titel            | Originaltitel               | Erstausstrahlung UK | Deutschsprachige Erstausstrahlung (D) | Regie            | Drehbuch      | Zuschauer (UK) | Zuschauer (DE) |
| --- | --------- | -------------------------- | --------------------------- | ------------------- | ------------------------------------- | ---------------- | ------------- | -------------- | -------------- |
| 1 | 1         | Freunde und Feinde         | Friends and Enemies         | 19. Jan. 2014       | 21. Dez. 2014                         | Toby Haynes      | Adrian Hodges | 9,28 Mio.      | 3,21 Mio.      |
| Der junge Schwertkämpfer d'Artagnan und sein Vater Alexandre sind auf dem Weg nach Paris, um dem König eine Petition zu überreichen, als sie während einer Rast in einem Gasthaus angegriffen werden. Alexandre wird von einem Mann, der behauptet, der Musketier Athos zu sein, getötet. Um den Tod seines Vaters zu rächen, reitet d'Artagnan weiter nach Paris, um Athos zu finden und zu töten. Inzwischen werden Athos, Porthos und Aramis von Treville aufgefordert, nach einem fehlenden Trupp von Musketieren zu suchen. Nach ihrer Rückkehr wird Athos von d'Artagnan mit dem Vorwurf konfrontiert, seinen Vater ermordet zu haben. Es kommt zum Kampf mit den drei Musketieren, der durch das beherzte Eingreifen von Constance Bonacieux beendet wird. Kurz darauf wird Athos aufgrund einer Intrige wegen Mordes verhaftet und vor Gericht gestellt. Um zu beweisen, dass Athos unschuldig ist, holen sich Porthos und Aramis d'Artagnan zu Hilfe. Gemeinsam können sie den wahren Schuldigen ausfindig machen. |           |                            |                             |                     |                                       |                  |               |                |                |
| 2 | 2         | Das Attentat               | Sleight of Hand             | 26. Jan. 2014       | 21. Dez. 2014                         | Toby Haynes      | Adrian Hodges | 7,58 Mio.      | 3,21 Mio.      |
| Die drei Musketiere arrangieren die Verhaftung von d'Artagnan, damit dieser in einer Zelle mit dem berüchtigten Verbrecher Vadim untergebracht wird. Ihnen und anderen Gefangenen gelingt die Flucht während eines Besuchs der Königin in dem Gefängnis. Vadim hat den Plan, eine Revolution anzuzetteln mit dem Ziel, den König und die Königin zu töten. |           |                            |                             |                     |                                       |                  |               |                |                |
| 3 | 3         | Schatten der Vergangenheit | Commodities                 | 2. Feb. 2014        | 22. Dez. 2014                         | Saul Metzstein   | Susie Conklin | 6,77 Mio.      | 2,12 Mio.      |
| Die drei Musketiere werden nach Le Havre geschickt, um den extravaganten Händler Emile Bonnaire festzunehmen und nach Paris zu bringen, da dieser einen Handelsvertrag zwischen Frankreich und Spanien gebrochen hat. Die Reise zurück nach Paris ist geprägt von Überfällen durch Bonnaires Freunde und Feinde. Porthos wird in einem Hinterhalt schwer verletzt. Zuflucht finden sie in Athos’ verfallenem Familienschloss. Dieses weckt bei Athos alte Erinnerungen an seinen Bruder und seine Frau Milady de Winter. Porthos wird wütend, als er entdeckt, dass Bonnaire mit Sklaven handelt. |           |                            |                             |                     |                                       |                  |               |                |                |
| 4 | 4         | Verräter                   | The Good Soldier            | 9. Feb. 2014        | 22. Dez. 2014                         | Richard Clark    | Adrian Hodges | 6,14 Mio.      | 2,12 Mio.      |
| Aramis’ alter Freund Marsac, ein ehemaliger Musketier, kehrt nach Paris zurück, um den Herzog von Savoyen zu töten, den er für den Tod von 20 Musketieren für verantwortlich hält. Die Musketiere fangen Marsac, und er sucht ihre Hilfe, um die Wahrheit über das Massaker herauszufinden, in das Treville involviert sein soll. Sie sind auch für den Schutz des rücksichtslosen Herzogs in Paris verantwortlich, der einen Vertrag mit dem König unterzeichnen soll. |           |                            |                             |                     |                                       |                  |               |                |                |
| 5 | 5         | Heimkehr                   | The Homecoming              | 23. Feb. 2014       | 23. Dez. 2014                         | Saul Metzstein   | James Dormer  | 5,19 Mio.      | 2,11 Mio.      |
| Porthos erwacht aus einem Vollrausch neben dem Körper eines toten Mannes. Er wird von der Roten Garde verhaftet und wegen Mordes zum Tode verurteilt. Bevor das Urteil vollstreckt wird, wird er von Dieben gerettet und zum „Hof der Wunder“ gebracht, einem Slumviertel in Paris, in dem Diebe, Bettler und Huren leben. Hier ist Porthos als Waise aufgewachsen und hat immer noch alte Freunde wie den König der Diebe. Athos, Aramis und d'Artagnan ist es zunächst nicht möglich, in den Hof vorzudringen. Bei einem weiteren Versuch, Porthos zu finden, entdecken sie, dass der König der Diebe von Kardinal Richelieu bezahlt wurde, das Viertel samt Bewohnern in die Luft zu sprengen, um neuen Gebäuden Platz zu machen. |           |                            |                             |                     |                                       |                  |               |                |                |
| 6 | 6         | Kampf um den Thron         | The Exiles                  | 2. März 2014        | 23. Dez. 2014                         | Andy Hay         | Ben Harris    | 5,62 Mio.      | 2,11 Mio.      |
| König Louis’ heimtückische Mutter, die verbannte Marie de Medici, kehrt zurück, um Schutz vor einem Attentäter zu suchen. Aramis und d'Artagnan werden gesandt, um die junge Frau Agnes und ihren kleinen Sohn abzuholen. Agnes ist fassungslos, als bewaffnete Männer das Baby entführen. Die Musketiere versuchen, das Baby zu finden und herauszufinden, warum sie geschickt wurden, um Agnes und ihr Baby zu eskortieren. Sie finden heraus, dass es sich um den legitimen König handelt. |           |                            |                             |                     |                                       |                  |               |                |                |
| 7 | 7         | Die Rebellin               | A Rebellious Woman          | 9. März 2014        | 25. Dez. 2014                         | Richard Clark    | James Payne   | 5,69 Mio.      | 1,41 Mio.      |
| Ein junges Mädchen wird getötet, als es versucht, eine Petition an die in einer Kutsche vorbeifahrende Königin zu übergeben. Die Petition war von der reichen Adligen Comtesse De Larroque Ninon geschrieben worden, in der sie für Gleichberechtigung und Bildung für Frauen plädiert. Der Kardinal will die Comtesse der Hexerei überführen. Festgenommen und vor Gericht gestellt, tritt Milady de Winter als Zeugin auf und bezichtigt die Comtesse der Tat. Der Kardinal wird vergiftet und die Musketiere müssen den Täter finden, damit die Comtesse nicht auf dem Scheiterhaufen verbrannt wird. |           |                            |                             |                     |                                       |                  |               |                |                |
| 8 | 8         | Einer für alle             | The Challenge               | 16. März 2014       | 25. Dez. 2014                         | Farren Blackburn | Susie Conklin | 5,45 Mio.      | 1,41 Mio.      |
| Der extrem brutale Gefangene Labarge soll von Musketieren ins Gefängnis gebracht werden. Auf dem Weg dorthin zwingen die Roten Garden des Kardinals sie jedoch, Labarge herauszugeben. Labarge kann sich kurzfristig befreien und tötet den Kapitän der Roten Garde. Durch diesen Zwischenfall wird die Feindseligkeit zwischen den Musketieren und der Roten Garde immer größer. Diese Information gelangt zum König, der daraufhin einen Wettkampf zwischen dem jeweils besten Mann der Roten Garde und den Musketieren ausruft und dem Sieger ein stattliches Preisgeld verspricht. d'Artagnan erfährt, dass Labarge seinen Hof niedergebrannt hat, und möchte aufgrund dessen am Wettkampf teilnehmen, sowohl um sich an Labarge zu rächen als auch um mit dem Geld seine Existenz zu sichern. Der Kardinal ernennt den eigentlich in seiner Haft befindlichen Labarge zu einem Mitglied der Roten Garde und wählt ihn als den Wettkampfteilnehmer aus. Kapitän Treville lässt einen Wettbewerb zwischen Musketieren ausführen, wählt sich aber selbst, als er erfährt, wen der Kardinal aufgestellt hat. Während des Wettkampfes verstößt Labarge gegen die Regeln und verletzt dadurch Treville, so dass im letzten Kampf d'Artagnan für Treville einspringen darf. Nach dem siegreichen Kampf wird d'Artagnan vom König zum Musketier ernannt. |           |                            |                             |                     |                                       |                  |               |                |                |
| 9 | 9         | Anschlag auf die Königin   | Knight Takes Queen          | 23. März 2014       | 26. Dez. 2014                         | Andy Hay         | Peter McKenna | 6,29 Mio.      | 2,13 Mio.      |
| Der König ist enttäuscht über die Unfähigkeit der Königin, Kinder zu bekommen, und begehrt aufgrund dessen Charlotte, die Tochter des am Hofe zu Gast weilenden Hamburger Fürsten Mellendorf, als neue Königin. Währenddessen befindet sich die Königin unter dem Schutz der Musketiere an einem Wald-Pool, der die Fruchtbarkeit von Frauen steigern soll. Da dem Kardinal die Idee einer neuen Königin gefällt, schickt er einen Attentäter los, die amtierende Königin zu töten. Diese entgeht knapp dem Attentat und flieht mit Aramis und Athos zu einem Nonnenkloster, während Porthos und d'Artagnan versuchen nach Paris zu kommen, um weitere Musketiere als Hilfe zu holen. Der Attentäter, der mit einem Trupp Gefolgsleute unterwegs ist, versucht das Kloster zu stürmen, welches von Athos und Aramis mit Hilfe der Nonnen verteidigt wird. Porthos und d'Artagnan gelingt es mit Treville und einigen alten Musketieren, noch rechtzeitig zum Kloster zu kommen und die dort inzwischen in einem Kellerraum eingekesselten Freunde zu retten. |           |                            |                             |                     |                                       |                  |               |                |                |
| 10 | 10        | Tote leben länger          | Musketeers Don't Die Easily | 30. März 2014       | 26. Dez. 2014                         | Farren Blackburn | Adrian Hodges | 5,27 Mio.      | 2,13 Mio.      |
| Athos nimmt im betrunkenen Zustand seine Frau Milady de Winter als Geisel. Die anderen Musketiere versuchen ihn hiervon abzubringen. Hierbei kommt heraus, dass d'Artagnan eine Affäre mit Milady hatte. Daraufhin schießt Athos auf ihn. Erst das Einschreiten von Treville beendet die Geiselnahme und den Streit. In der Folge wenden sich nicht nur Athos, sondern auch Porthos und Aramis von d'Artagnan ab. Dies führt bei Milady de Winter und dem Kardinal zu der Überzeugung, dass sie die Musketiere komplett auseinanderbringen können. Milady schafft es, d’Artagnan dazu zu bringen, zum Kardinal überzulaufen, um den Preis, Athos zu töten. Kardinal Richelieu bemerkt nicht, dass die ganze Geschichte eine Falle ist und offenbart, dass er den Auftrag gegeben hatte, die Königin zu töten. Daraufhin offenbart sich die versteckte Königin dem Kardinal. Die Königin begnadigt den Kardinal, fordert aber im Gegenzug die Freilassung des Fürsten Mellendorf. |           |                            |                             |                     |                                       |                  |               |                |                |

### Staffel 2
| Nr. (ges.) | Nr. (St.) | Deutscher Titel      | Originaltitel               | Erstausstrahlung UK | Deutschsprachige Erstausstrahlung (D) | Regie           | Drehbuch        | Zuschauer (UK) |
| ---------- | --------- | -------------------- | --------------------------- | ------------------- | ------------------------------------- | --------------- | --------------- | -------------- |
| 11         | 1         | Der Mann aus Spanien | Keep Your Friends Close     | 2. Jan. 2015        | 31. März 2016                         | John Strickland | Adrian Hodges   | 4,93 Mio.      |
| 12         | 2         | Das einfache Leben   | An Ordinary Man             | 9. Jan. 2015        | 31. März 2016                         | John Strickland | Adrian Hodges   | —              |
| 13         | 3         | Angst um den Dauphin | The Good Traitor            | 16. Jan. 2015       | 31. März 2016                         | Marc Jobst      | Adrian Hodges   | —              |
| 14         | 4         | Emilie               | Emilie                      | 30. Jan. 2015       | 31. März 2016                         | Marc Jobst      | Adrian Hodges   | —              |
| 15         | 5         | Adel verpflichtet    | The Return                  | 13. Feb. 2015       | 31. März 2016                         | Marc Jobst      | Adrian Hodges   | —              |
| 16         | 6         | Tödliches Spiel      | Through a Glass Darkly      | 20. Feb. 2015       | 31. März 2016                         | Marc Jobst      | Adrian Hodges   | —              |
| 17         | 7         | Mörder im Palast     | A Marriage of Inconvenience | 27. Feb. 2015       | 31. März 2016                         | Edward Bennett  | Steve Bailie    | —              |
| 18         | 8         | Der verlorene Vater  | The Prodigal Father         | 6. März 2015        | 31. März 2016                         | Edward Bennett  | Adrian Hodges   | —              |
| 19         | 9         | Beschuldigt          | The Accused                 | 20. März 2015       | 31. März 2016                         | Nicholas Renton | Simon J Ashford | —              |
| 20         | 10        | Das Gelübde          | Trial and Punishment        | 27. März 2015       | 31. März 2016                         | Nicholas Renton | Simon Allen     | —              |

### Staffel 3
| Nr. (ges.) | Nr. (St.) | Deutscher Titel             | Originaltitel        | Erstausstrahlung UK | Deutschsprachige Erstausstrahlung (D) | Regie           | Drehbuch         | Zuschauer (UK) |
| ---------- | --------- | --------------------------- | -------------------- | ------------------- | ------------------------------------- | --------------- | ---------------- | -------------- |
| 21         | 1         | Aramis und die Mönche       | Spoils of War        | 28. Mai 2016        | 27. Nov. 2016                         | Andy Hay        | Simon J. Ashford | 3,68 Mio.      |
| 22         | 2         | Aufruhr in Paris            | The Hunger           | 11. Juni 2016       | 27. Nov. 2016                         | Andy Hay        | Simon J. Ashford | 3,57 Mio.      |
| 23         | 3         | Ein Verbannter kehrt zurück | Brother in Arms      | 20. Juni 2016       | 27. Nov. 2016                         | Roger Goldby    | Simon Allen      | —              |
| 24         | 4         | Die Diamanten der Königin   | The Queen’s Diamonds | 25. Juni 2016       | 27. Nov. 2016                         | Nicholas Renton | Jeff Povey       | —              |
| 25         | 5         | Gefährliche Schulden        | To Play the King     | 3. Juli 2016        | 27. Nov. 2016                         | Roger Goldby    | Ellen Taylor     | —              |
| 26         | 6         | Der Tag des Todes           | Death of a Hero      | 9. Juli 2016        | 27. Nov. 2016                         | Nicholas Renton | Peter McKenna    | 3,69 Mio.      |
| 27         | 7         | Geraubtes Gold              | Fool's Gold          | 16. Juli 2016       | 27. Nov. 2016                         | Sue Tully       | Kelly Jones      | 3,81 Mio.      |
| 28         | 8         | Die Liebe des Volkes        | Prisoners of War     | 23. Juli 2016       | 27. Nov. 2016                         | Udayan Prasad   | James Payne      | 3,47 Mio.      |
| 29         | 9         | Kampf um den Thron          | The Prize            | 30. Juli 2016       | 27. Nov. 2016                         | Sue Tully       | Dusty Hughes     | 3,86 Mio.      |
| 30         | 10        | Flammen über Paris          | We Are the Garrison  | 1. Aug. 2016        | 27. Nov. 2016                         | Udayan Prasad   | Simon Allen      | 3,59 Mio.      |

## Rezeption
„Zwar passiert in The Musketeers nicht viel Überraschendes, was unter anderem daran liegt, dass die Thematik schon viel zu oft durch den Fleischwolf gedreht wurde, und auch das permanente Wechseln zwischen den einzelnen Handlungssträngen hinterlässt einen leicht wirren und sprunghaften Eindruck. Doch insgesamt kann man die Pilot-Episode der BBC-Serie als durchaus gelungen und sehr kurzweilig bezeichnen.“

## Wappen

Das Wappen Frankreichs zur Zeit Louis XIII
Das Stadtwappen von Paris
Lilie von Florenz

Bei dem von den Musketieren getragenen Wappen (beispielsweise auf dem Oberarmschutz des Waffenarms) handelt es sich nicht um die Fleur-de-Lys (französische Lilie), wie sie auf dem Wappen des französischen Königs Louis XIII.  zu finden war und sie heute noch im Stadtwappen von Paris benutzt wird, sondern um die feiner ausgeprägte Form des Florentiner  Wappens mit ihren Staubfäden und den gewellten Enden.